# 黄花茅属
黄花茅属（学名：Anthoxanthum）是禾本科下的一个龐大的属，为一年生或多年生、芳香草本植物。该属分布于北温带。

## 下属物种
- 台湾黄花茅 Anthoxanthum formosanum
- 藏黄花茅 Anthoxanthum hookeri
- 黄花茅 Anthoxanthum odoratum